# DuckTales (computerspel)
DuckTales is een platformspel ontwikkeld door Capcom en is gebaseerd op de gelijknamige televisieserie van The Walt Disney Company. Het spel werd voor het eerst uitgebracht voor de NES in 1989, in 1990 volgde een versie voor de Game Boy. Het spel gaat over de eend Dagobert Duck die wereldwijd aan het zoeken is naar de meest waardevolle schatten. Tegelijkertijd gaat hij de strijd aan met zijn rivaal Govert Goudglans, die net zoals Dagobert de rijkste eend ter wereld wil worden.
DuckTales kreeg een vervolg in 1993, wat verscheen voor dezelfde platforms. In 2013 werd een vernieuwde versie uitgebracht onder de naam DuckTales: Remastered, welke ontwikkeld is door Capcom en WayForward.

## Gameplay

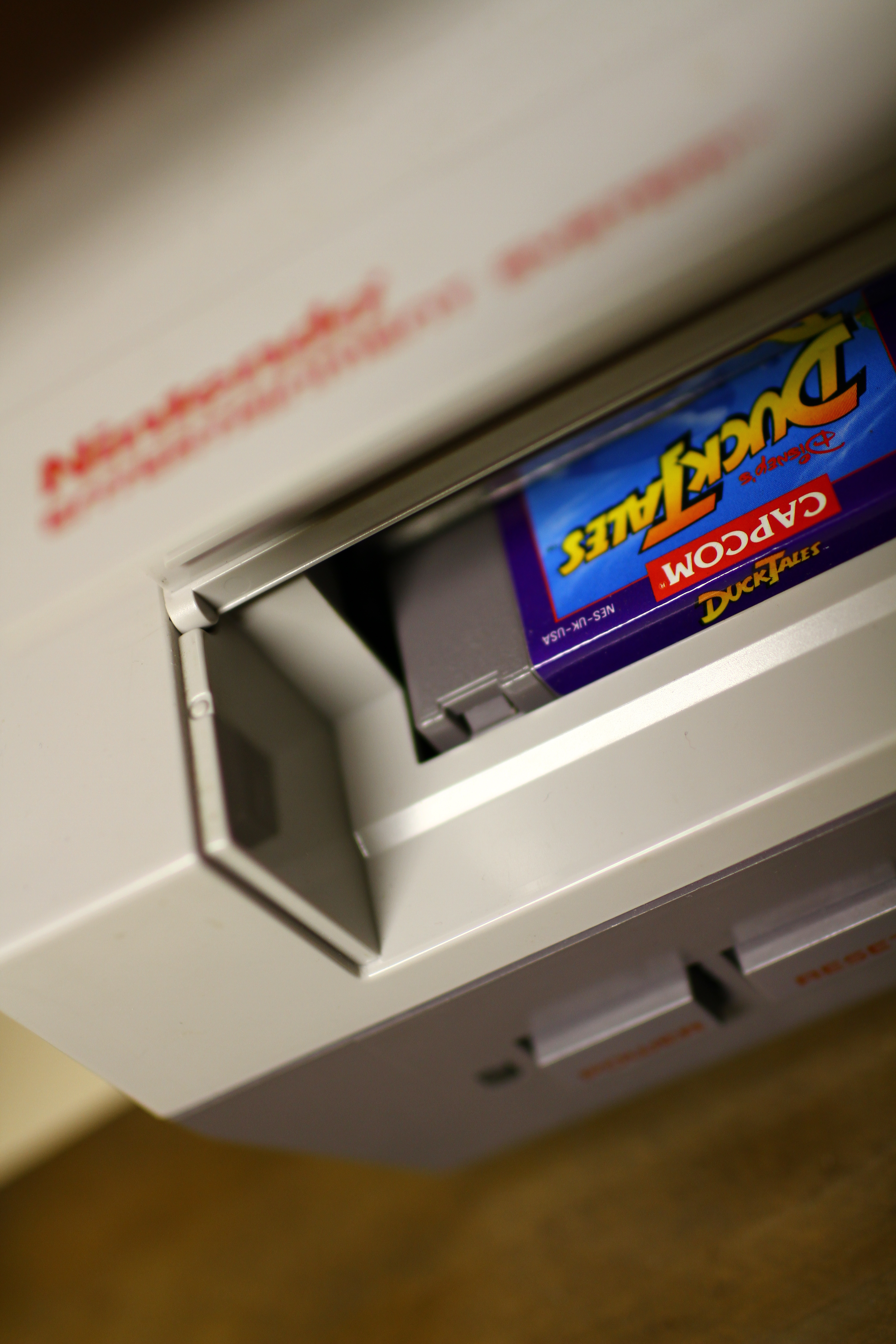
Een spelcartridge voor de NES.

In het spel kruipt de speler in de huid van Dagobert Duck. Om zijn vermogen uit te breiden, gaat hij op zoek naar vijf waardevolle schatten. De speler kan zich voortbrengen en vijanden aanvallen met behulp van zijn wandelstok, die tevens gebruikt kan worden als pogostick. Hiermee kan men hoger gelegen gebieden bereiken, of voorkomen dat Dagobert zich bezeert aan de ondergrond. Onderweg kan de speler diamanten en ijsjes oppakken. De diamanten breiden het vermogen van Dagobert uit, de ijsjes zorgen ervoor dat hij weer gezond wordt.
Tijdens het verhaal komt de speler verschillende personages uit de televisieserie tegen, welke hem tips geven, items aanbieden of nieuwe gebieden beschikbaar maken. Het spel bevat vijf levels: African Mines, The Amazon, The Himalayas, Transylvania en The Moon. De speler kan deze levels in willekeurige volgorde spelen en zijn later ook opnieuw te bezoeken. Elk level eindigt met een eindbaas. De speler moet deze verslaan om de schat te verkrijgen. Bepaalde levels bevatten ook twee geheime schatten.
Als alle vijf schatten verzameld zijn, keert de speler terug naar Transylvania. Hier bevindt zich de laatste eindbaas. Het spel biedt drie verschillende eindes. Welke de speler krijgt, heeft te maken met zijn of haar vermogen. Zo krijgt iemand die het spel normaal uitspeelt een normaal einde. De speler die de verborgen schatten en een vermogen van ten minste 10 miljoen dollar bezit, krijgt een speciaal einde van het spel. Het spel loopt niet goed af indien de speler geen vermogen meer heeft.

## Ontwikkeling
Het spel werd voornamelijk ontwikkeld door de computerspelontwikkelaars die eerder verantwoordelijk waren voor de Mega Man-computerspelserie. Tijdens de ontwikkelingsfase hield Darlene Lacy van Disney een oogje in het zeil. Dit om ervoor te zorgen dat het spel Disney-waardig werd en voldeed aan de familie-vriendelijksheidsstandaard van het bedrijf. Zo werden de kruizen op de grafstenen vervangen door de tekst RIP. Ook werden eerst hamburgers in plaats van ijsjes gebruikt.
Een prototype van een verzamelaar verscheen verschilt in verschillende opzichten met de eindversie. Zo bevat deze versie andere namen voor de levels van spel, bevat deze niet-gebruikte muziek voor het Transylvania-level, de muziek van het level The Moon wordt slomer afgespeeld en het personage GizmoDuck ging onder zijn Japanse naam RoboDuck door het leven. Beelden van een testversie waren te zien in de boeken Consumer Guide: Hot Tips for the Coolest Nintendo Games uit 1990 en de NES Game Atlas van Nintendo.
Later verscheen DuckTales op de Game Boy. Deze bevatte dezelfde gameplay, muziek en levels als de NES-versie, maar de indeling van elk level moest worden veranderd wegens het kleinere scherm van de Game Boy.

## Ontvangst
Van de NES- en Game Boy-versies verschenen respectievelijk 1,67 miljoen en 1,34 miljoen spelcartridges. Hierdoor werd DuckTales een van de meest verkochte spellen van Capcom. Het Amerikaanse tijdschrift Electronic Gaming Monthly was zeer te spreken over de gameplay en het grafische uiterlijk van de NES-versie en noemde het spel een goed voorbeeld van computerspelontwerp. Mean Machines, een Brits tijdschrift, noemde het spel uitdagend en was van mening dat de speler veel vaardigheid moest hebben om het spel in een keer uit te spelen.
In een ranglijst van beste NES-spellen, uitgegeven door het tijdschrift Nintendo Power, behaalde het spel de 13e positie. Hetzelfde tijdschrift zette in 2012 het spel op de 44ste plaats in de 285 Greatest Games of All Time-lijst. De website IGN plaatste Ducktales in 2009 op de tiende plaats in hun lijst van de 100 beste NES-spellen. In datzelfde jaar behaalde het spel een 85ste positie op de lijst van de 100 beste Nintendo-spellen van het Official Nintendo Magazine.
| Beoordeeld door         | Platform | Datum            | Score |
| ----------------------- | -------- | ---------------- | ----- |
| 1UP!                    | NES      | 19 augustus 2005 | 94%   |
| All Game Guide          | NES      | 2007             | 90%   |
| Quebec Gamers           | NES      | 31 januari 2005  | 84%   |
| Nintendo Power Magazine | NES      | juli 1989        | 80%   |
| Jeuxvideo.com           | NES      | 13 mei 2011      | 80%   |
| Retroage                | Game Boy | 1 februari 2014  | 77%   |
| The Video Game Critic   | NES      | 13 juli 2013     | 75%   |
| N-Force                 | NES      | december 1992    | 74%   |
| Génération 4            | Game Boy | november 1990    | 70%   |
| Power Play              | Game Boy | mei 1991         | 67%   |

## Trivia
- In 1990 werd een container met vijftigduizend exemplaren van het spel gestolen in de haven van Oakland. De totale waarde bedroeg 2,5 miljoen dollar.[1]